# جایزه بزرگ ایتالیا ۱۹۵۹
جایزه بزرگ ایتالیا ۱۹۵۹ (انگلیسی: ‎1959 Italian Grand Prix‎) یک مسابقهٔ موتوری در رشتهٔ اتومبیل‌رانی فرمول یک بود که در تاریخ ۱۳ سپتامبر ۱۹۵۹ در پیست ناتزیوناله مونتزا واقع در مونتزا، ایتالیا برگزار شد. این گراند پری در میان ۹ گراند پری در فصل ۱۹۵۹، مسابقهٔ شمارهٔ ۸ بود.
در این مسابقه که در ۷۲ دور و به مسافت ۴۱۴٫۰۰۰ کیلومتر (۲۵۷٫۲۴۸ مایل) برگزار شد، پول پوزیشن توسط استیرلینگ ماس کسب شد و سریع‌ترین زمان برای طی یک دور پیست که برابر با ۱:۴۰٫۴ بود نیز توسط فیل هیل به ثبت رسید.
استیرلینگ ماس از تیم کوپر-کلیمکس، فیل هیل از تیم فراری و جک برابام از تیم کوپر-کلیمکس به‌ترتیب مقام‌های اول تا سوم مسابقه را کسب کردند.

## رده‌بندی قهرمانی پس از مسابقه
|       | جایگاه | راننده        | امتیاز |
| ----- | ------ | ------------- | ------ |
|       | ۱      | جک برابام     | ۳۱     |
| ۱     | ۲      | استیرلینگ ماس | ۲۵٫۵   |
| ۱     | ۳      | تونی بروکز    | ۲۳     |
|       | ۴      | فیل هیل       | ۲۰     |
| ۳     | ۵      | دن گرنی       | ۱۳     |
| منبع: |        |               |        |

|       | جایگاه | سازنده       | امتیاز  |
| ----- | ------ | ------------ | ------- |
|       | ۱      | کوپر-کلیمکس  | ۳۸ (۴۵) |
|       | ۲      | فراری        | ۳۲ (۳۴) |
|       | ۳      | بی‌آرام       | ۱۸      |
|       | ۴      | لوتوس-کلیمکس | ۳       |
| منبع: |        |              |         |

یادداشت
- تنها پنج جایگاه نخست از هر رده‌بندی نمایش داده شده‌است.